# Naniwaya Okita
Pour les articles homonymes, voir Okita.

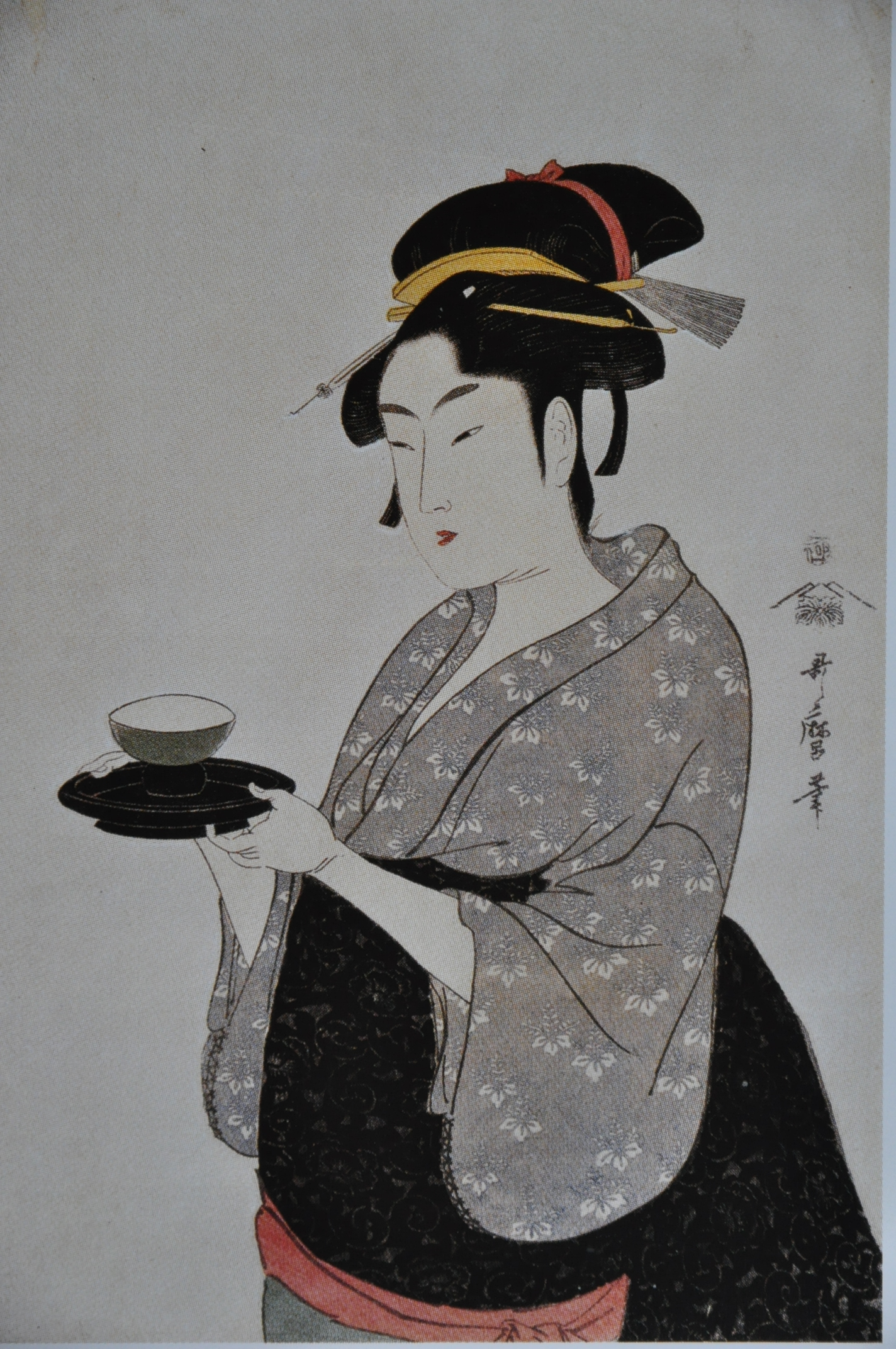
Naniwaya Okita apportant une tasse de thé. Estampe sur fond micacé, par Utamaro (1793).

Naniwaya Okita était une jeune japonaise de la fin du XVIIIe siècle, servante dans une maison de thé, qui fut l'un des modèles préférés du peintre Utamaro. 

## Ce que l'on sait d'elle

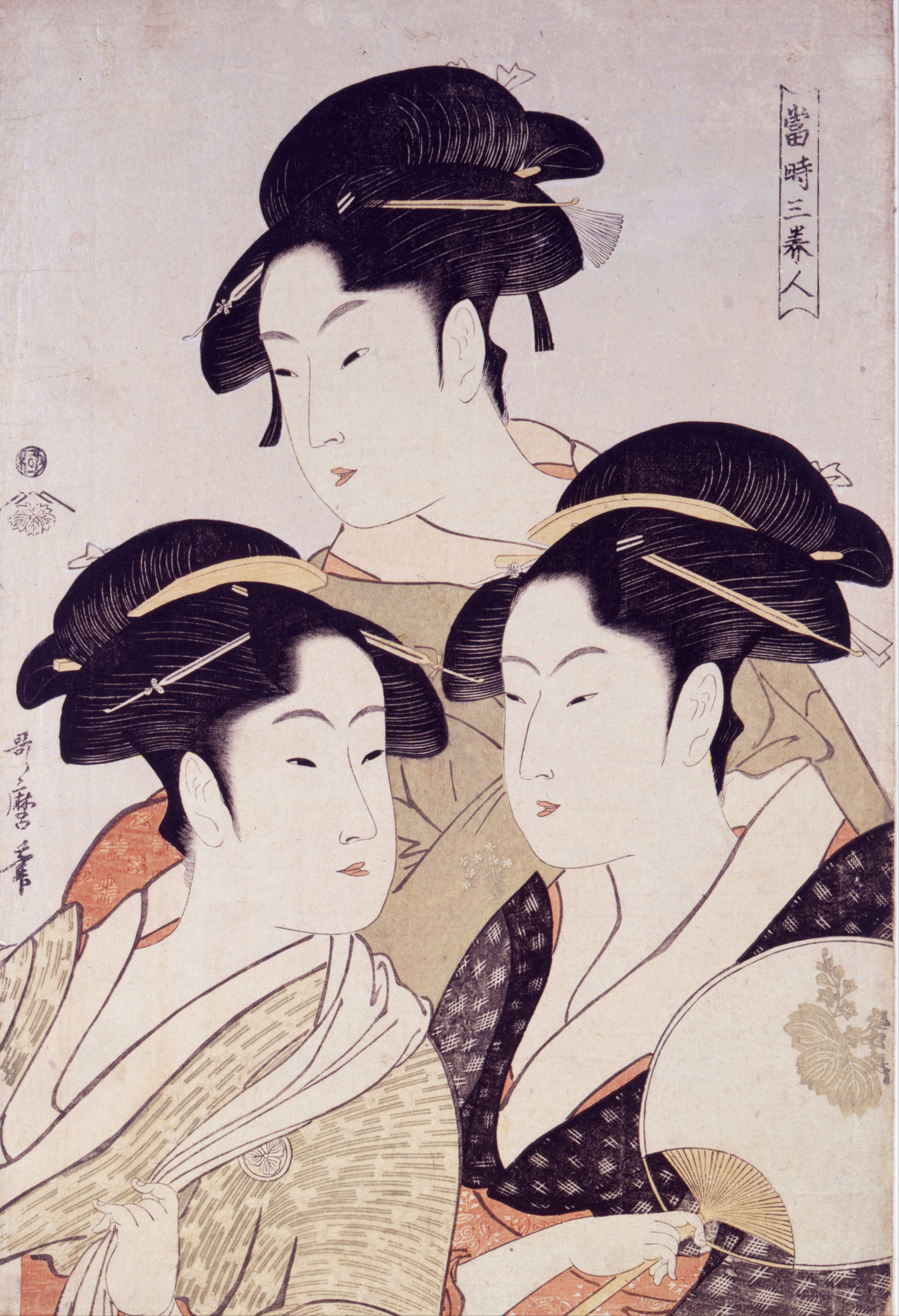
Trois beautés de notre temps : Okita figure en bas et à droite de cette célèbre estampe

Naniwaya Okita était une jeune servante dans une maison de thé près du temple d'Asakusa à Edo (aujourd'hui Tokyo).
On peut penser qu'elle était née aux alentours de 1778, dans la mesure où un de ses portraits  par Utamaro datant de 1793 la fait apparaître âgée de 15 ans environ.

## Ses représentations chez Utamaro
On compte de très nombreuses représentations de Naniwaya Okita dans l'œuvre de Utamaro. 
Outre la célèbre estampe figurant ici (où apparaissent deux autres beautés bien connues de l'époque, Ohisa à gauche, et Toyohina en haut), on compte au moins trois autres représentations de ce même groupe de bijin (« jolies femmes »), dont une (au British Museum) les mêlant à quatre autres jeunes filles.
On compte par ailleurs deux autres estampes célèbres d'Utamaro, où il représente Okita apportant (de par son métier) une tasse de thé, l'une sous forme d'okubi-e (portrait en gros plan), l'autre en tant que portrait à mi-corps. 
On peut d'ailleurs voir ces deux derniers portraits dans la galerie d'estampes fournie par le lien externe ci-dessous (« Utamaro sur Adachi Hanga »).